# Boum badaboum
«Boum badaboum» —[bum ba.da.bum]; también titulada «Boum-badaboum»— es una canción compuesta por Serge Gainsbourg e interpretada en francés por Minouche Barelli. Se lanzó como sencillo en abril de 1967 mediante CBS. Fue elegida para representar a Mónaco en el Festival de la Canción de Eurovisión de 1967 mediante la elección interna de la emisora monegasca TMC.
Minouche Barelli también grabó la canción en alemán («Bum badabum»), inglés e italiano.

## Festival de la Canción de Eurovisión 1967
Esta canción fue la representación monegasca en el Festival de Eurovisión 1967. La orquesta fue dirigida por Aimé Barelli, padre de Minouche Barelli.
La canción fue interpretada 14.ª en la noche del 8 de abril de 1967 por Minouche Barelli, precedida por Noruega con Kirsti Sparboe interpretando «Dukkemann» y seguida por Yugoslavia con Lado Leskovar interpretando «Vse rože sveta». Al final de las votaciones, la canción había recibido 10 puntos, quedando en 6.º puesto de un total de 17.
Fue sucedida como representación monegasca en el Festival de 1968 por Line & Willy con «À chacun sa chanson».

## Letra
En la canción, la intérprete pide poder vivir una gran vida «antes de hacer todo explotar». Las onomatopeyas «boum-badaboum» y «boom boom» y una cuenta atrás, se repiten varias veces en la letra.

## Formatos
| - Disco de vinilo 7" |                 |          |  |
| N.º                  | Título          | Duración |  |
| 1.                   | «Boum badaboum» | 2:16     |  |
| 2.                   | «Il faut dire»  | 2:28     |  |

| Alemania - Disco de vinilo 7" |                |          |  |
| N.º                           | Título         | Duración |  |
| 1.                            | «Bum badabum»  | 2:16     |  |
| 2.                            | «Keine fragen» |          |  |

| Reino Unido - Disco de vinilo 7" |                   |          |  |
| N.º                              | Título            | Duración |  |
| 1.                               | «Boum Badaboum»   | 2:16     |  |
| 2.                               | «Let Me Take You» |          |  |

| Francia - Disco de vinilo 7" promo |                 |          |  |
| N.º                                | Título          | Duración |  |
| 1.                                 | «Boum badaboum» | 2:16     |  |
| 2.                                 | «Il faut dire»  | 2:28     |  |

| Francia Portugal - Disco de vinilo 7"/EP |                                 |          |  |
| N.º                                      | Título                          | Duración |  |
| 1.                                       | «Boum badaboum»                 | 2:16     |  |
| 2.                                       | «Je saurai bien me faire aimer» | 3:07     |  |
| 3.                                       | «Il faut dire»                  | 2:26     |  |
| 4.                                       | «Le garçon d'Ostende»           | 1:58     |  |

## Créditos
- Minouche Barelli: voz
- Serge Gainsbourg: composición, letra
- Michel Colombier: instrumentación
- CBS: compañía discográfica

Fuente:

## Historial de lanzamiento
| Región       | Fecha               | Formato                           | Discográfica | Ref.   |
| ------------ | ------------------- | --------------------------------- | ------------ | ------ |
| Alemania     | Mayo de 1964        | Disco de vinilo 7"                | CBS          | [ 4 ]  |
| Dinamarca    | 1967                | Disco de vinilo 7"                | CBS          | [ 11 ] |
| Escandinavia | 1967                | Disco de vinilo 7"                | CBS          | [ 12 ] |
| España       | 1967                | Disco de vinilo 7"                | CBS          | [ 13 ] |
| Francia      | Abril de 1967       | Disco de vinilo 7", promo         | CBS          | [ 1 ]  |
| Francia      | Abril de 1967       | Disco de vinilo 7", promo         | CBS          | [ 17 ] |
| Francia      | Julio de 1967       | Disco de vinilo 7", 45 RPM, EP    | CBS          | [ 18 ] |
| Francia      | 1967                | Disco de vinilo 7", 45 RPM, promo | CBS          | [ 20 ] |
| Francia      | 1967                | Disco de vinilo 7"                | CBS          | [ 14 ] |
| Italia       | 1967                | EP                                | CBS          | [ 15 ] |
| Reino Unido  | 16 de junio de 1967 | Disco de vinilo 7"                | CBS          | [ 16 ] |
| Portugal     | 1967                | EP                                | CBS          | [ 19 ] |